# Giuseppe Gricci

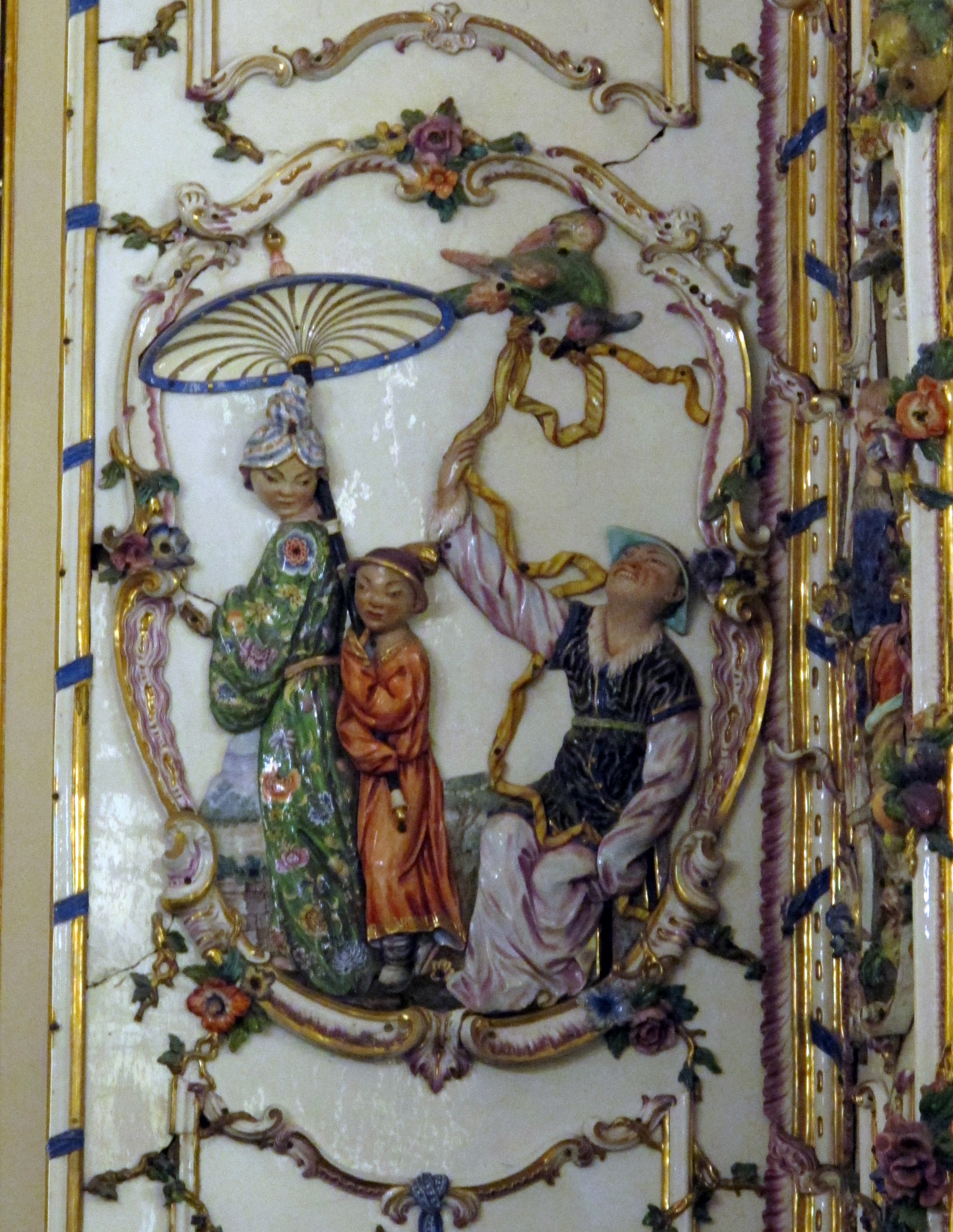
Detalle del Salón de porcelana de la reina Amalia, c. 1757 (Museo de Capodimonte)

Giuseppe [también José] Gricci (Florencia, c. 1720-Madrid, 1771), fue un escultor italiano especializado en trabajos de cerámica en las factorías de porcelana de Capodimonte y el Buen Retiro.

## Biografía
Se formó en su ciudad natal, Florencia, antes de trasladarse a Nápoles en 1738, donde se convirtió en el principal modelador en la Real Fábrica de Porcelanas de Capodimonte. Allí realizó piezas religiosas, entre las que se encuentran una Piedad, un San Juan y una Inmaculada Concepción, así como el Gabinete de Porcelana del Palacio Real de Portici (Portici). Se trasladó a Madrid en 1759 con la coronación de Carlos III como rey de España e ingresó en la Real Fábrica del Buen Retiro. Su 'Salottino di Porcellana', instalado entre 1757-1779 en el Palacio de Portici fue el prototipo de sus revestimientos de porcelana en dos piezas realizadas en el Retiro: una es la Saleta de Porcelana del Palacio Real de Madrid y la otra, el Gabinete de Porcelana del de Aranjuez, considerada su obra maestra. Desde 1769 fue también director de la escuela de escultura de la Real Academia de Bellas Artes de San Fernando.